# Torneo di Chichester 1973
Il Torneo di Chichester 1973 è stato un torneo di tennis giocato sull'erba. È stata la 1ª edizione del torneo, che fa parte dei Tornei di tennis femminili indipendenti nel 1973. Si è giocato a Chichester in Gran Bretagna dal 4 al 9 giugno 1973.

## Campionesse

### Singolare
Dianne Fromholtz ha battuto in finale  Brigette Cuypers con il punteggio di 6–1, 6–0

### Doppio
Julie Heldman /  Ann Kiyomura hanno battuto in finale  Jackie Fayter-Hough /  Peggy Michel con il punteggio di 7–5, 6–3